# Lubomír Lichý
Lubomír Lichý (* 24. prosince 1945, Banská Bystrica) je výtvarník, hudebník a textař. Je členem České unie karikaturistů (ČUK) a Unie výtvarných umělců Hradce Králové. Je držitelem čestného titulu HUDr. (Doctor humoris causa).

## Život a tvorba
Lubomír Lichý vyrůstal v Hradci Králové, kde také vystudoval stavební průmyslovku. Hudbě i kreslení se intenzívně věnuje od dětství. Jako hudebně i výtvarně nadaný umělec po celý život střídal (a nakonec zkombinoval) jazzovou muziku s kresleným humorem. Jeho dalšími láskami jsou windsurfing a golf. Lubomír Lichý žije a tvoří v Hradci Králové.
Do tajů kresleného humoru (cartoons) ho při šachových partiích zasvětil Vladimír Renčín. Svoje kreslené vtipy a portrétní karikatury publikoval v mnoha novinách a časopisech. Před rokem 1989 především v týdeníku Dikobraz a v jeho magazínech, po roce 1989 např. v humoristických časopisech Nový Dikobraz, ŠKRT, KUK, Sexbox. Po vzniku České republiky pracoval řadu let jako stálý autor vtipů, glosujících aktuální společenskou scénu, v denících Zemědělské noviny, Slovo a v regionálním Deníku; dále přispíval např. do humoristických časopisů Podvobraz, HEC. Po zániku těchto časopisů přispíval např. do křížovkářských časopisů Křížem-Krážem, do dvouměsíčníku Tapír. Od roku 1999 spolupracuje s Českou advokátní komorou - je dvorním karikaturistou jejího Bulletinu advokacie.
Lubomír Lichý, jako zakládající člen České unie karikaturistů, stál u zrodu několika ročníků mezinárodní soutěže karikaturistů Humorest (do r. 2008 v Hradci Králové), byl porotcem jiných festivalů a soutěží cartoons. Sám získal dvakrát 1. cenu v česko-slovenské soutěži Gastronomické grotesky ve Znojmě (2005 a 2010), další 1. cenu si odnesl z pražské soutěže Tichý mat (2008). Z mezinárodních přehlídek to byly kupř. ceny z pražského Fór pro FOR (2007), prešovského Golden Keg (2004), z píseckého Cartoonbienále (2007), z polské Zelené Hory (2008 a 2013), dvakrát si odnesl 1. cenu Zlatý tapír z Františkových Lázní (2018 a 2020), jednou 1. cenu z chorvatského Zagrebu (2018).
Prezentoval svoji tvorbu na několika samostatných a mnoha kolektivních výstavách doma i v zahraničí. U příležitosti 400. Salonu kresleného humoru v Praze mu byl v roce 2014 udělen čestný titul HUDr.
Lubomír Lichý vydal devět vlastních autorských knih (stav k polovině roku 2023). Jeho kreslené vtipy byly publikovány také v knihách To nejlepší z českého kresleného humoru 1990 - 2000 (2000, Formát, ISBN 80-86155-62-5), Prazdroj českého kresleného humoru: Encyklopedie českých karikaturistů (2005, NAVA, ISBN 80-7211-194-9), Atomové úsměvy (2008, Česká nukleární společnost a Česká unie karikaturistů, ISBN 978-80-02-02014-1) a Velká kniha českého humoru (2020, Cosmopolis, ISBN 978-80-271-1263-0). Dále vydal tři knihy komiksů (stav k polovině roku 2023), které vytvořil podle balad českých básníků (Jiří Wolker, Josef Jaroslav Kalina, Petr Bezruč). Významně působí i na poli knižní ilustrace – ilustroval více než 80 knih (např. sérii knih Murphyho zákonů, knihy Jiřího Žáčka, knihy Ivana Krejčího).
Kromě výtvarné tvorby se dlouhodobě věnuje bluesové hudbě. Má s Miloslavem Dědkem skupinu Blues G, která hraje tzv. folkblues. V roce 2006 natočili ve studiu Tritón CD Blues G – vol. 1 (Lubomír Lichý – kytara, zpěv, Miloslav Dědek – klávesy, zpěv).

## Autorské knihy
- ProcházkaHřbitovní kvítí, 1993, Campanula

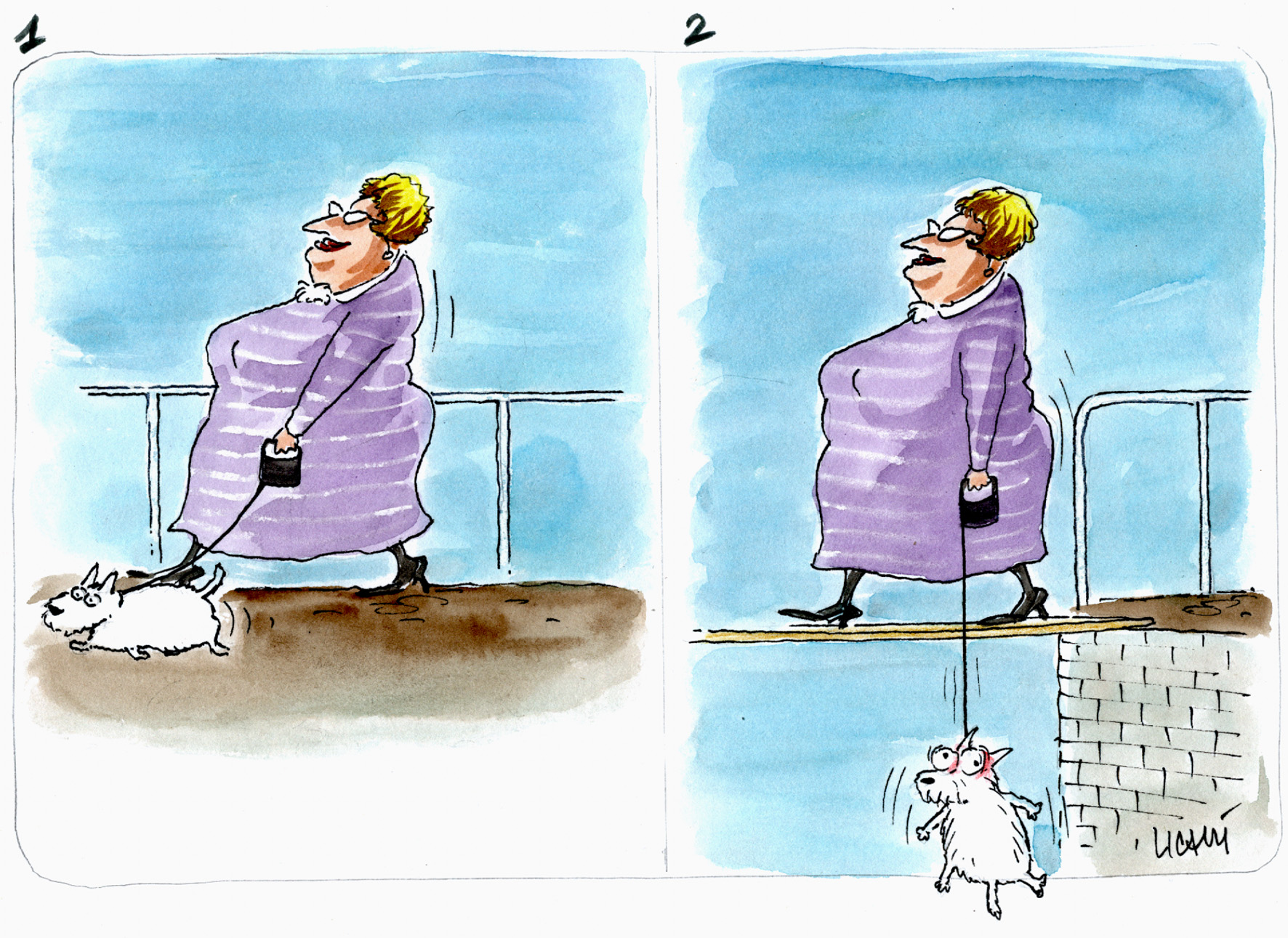
Procházka

- Jak použít manžela na 33 způsobů, 2003, Ivo Železný, ISBN 80-237-3796-1
- Jak použít manželku na 33 způsobů, 2004, Ivo Železný, ISBN 80-237-3863-1
- Murphyho zákony pro radiology, 2005, Fomei
- Rady pro kočku, 2006, Fomei
- Murphyho rukověť erektika, 2007, Fomei
- Kuchařka pro fšechny případy, 2009, Fomei
- Fšude je krize... No a co?!, 2010, Fomei
- Jak přežít konec světa, 2012, Fomei

## Komiksy
- Balady (Jiří Wolker), 2016, Jonathan Livingston, ISBN 978-80-7551-018-1
- Kšaft (Josef Jaroslav Kalina), 2018, Jonathan Livingston, ISBN 978-80-7551-087-7
- Maryčka Magdonova (Petr Bezruč), 2020, Jonathan Livingston, ISBN 978-80-7551-178-2
- Neobyčejné příběhy Podpálaví a Weinviertlu (kolektiv autorů), 2022, Městská knihovna Mikulov, Město Mikulov, ISBN 978-80-906856-8-0

## Ilustrace v knihách

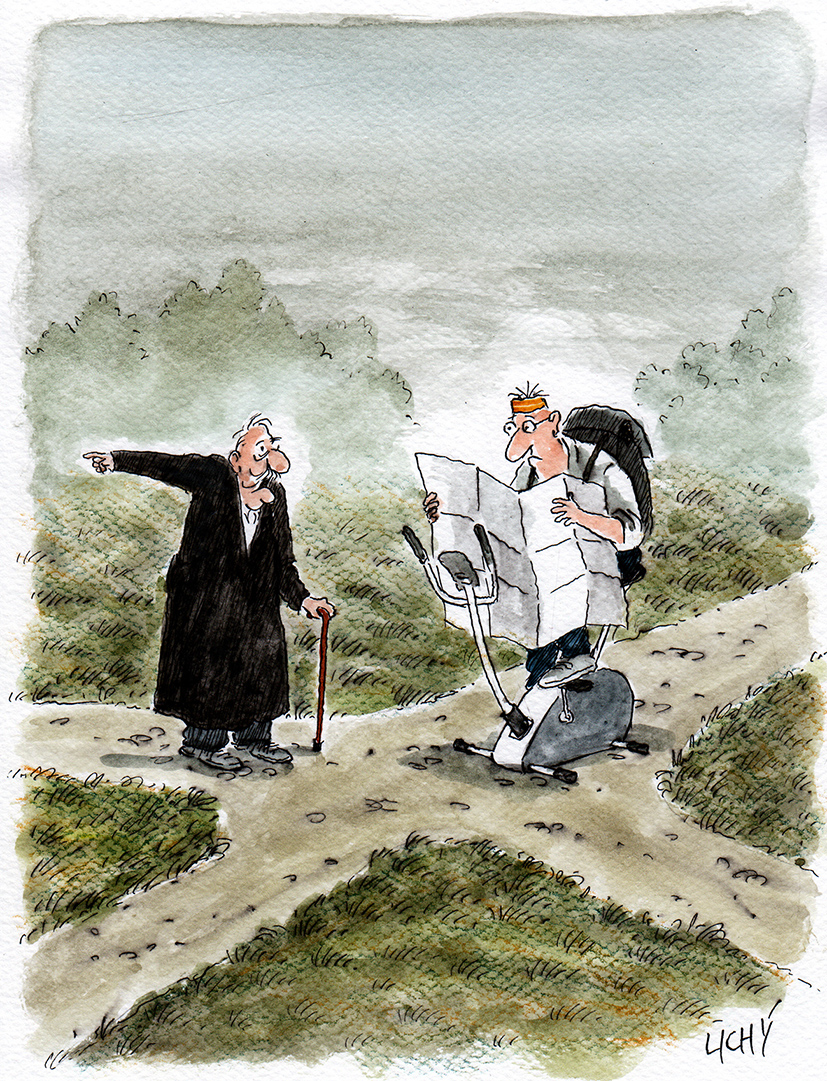
Turista

- Turista1991 ◆ Kuchařka pro nezaměstnané (Zdeněk Fink, Garamond)
- 1994 ◆ 24 záhad: Detektivem na pět minut (Ken Weber, Český spisovatel)

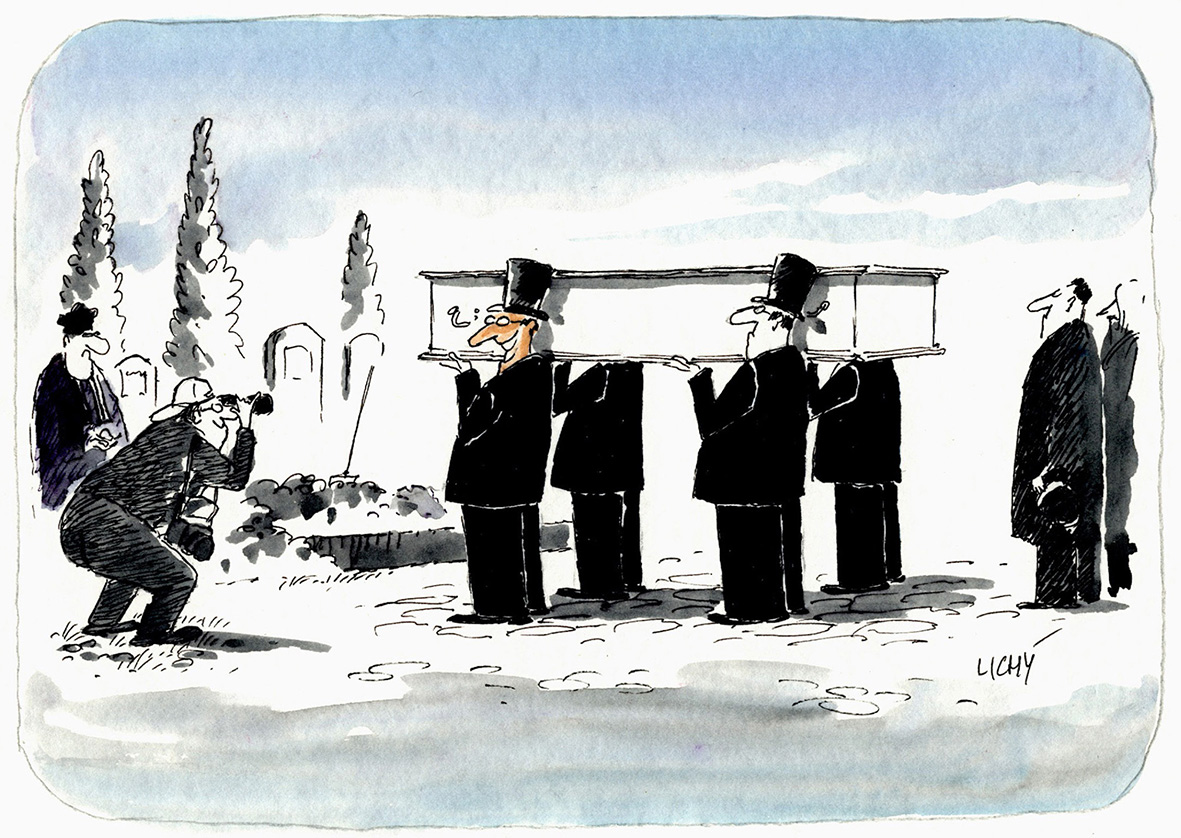
Foto

- Foto1996 ◆ Sranda kuchařka 1 (kolektiv autorů, Laguna)
- 1998 ◆ Nové psychohry: společenské hry pro všestranný rozvoj osobnosti (Eduard Bakalář, Portál)
- 1999 ◆ Sranda kuchařka 2 (kolektiv autorů, Signet)
- 2000 ◆ Murphyho zákony pro zamilované (Jiří Žáček, Ivo Železný) ◆ Pán nad sklenkou: praktické i praštěné rady od osobností, bohémů a znalců (Jaromír Tůma, Ivo Železný)

- 2001 ◆ Murphyho zákony pro řidiče (a řidičky) (Jiří Žáček, Ivo Železný) ◆ Murphyho zákony pro ženaté a vdané (Jiří Žáček, Ivo Železný) ◆ Nebojme se vlastních dětí (Ivan Krejčí, Ivo Železný) ◆ Nebojme se mobilních telefonů (Ivan Krejčí, Ivo Železný) ◆ Nebojme se tchyně (Ivan Krejčí, Ivo Železný) ◆ Nezoufejte! Jsou ještě horší děti než ty vaše aneb Balzám na duši zdecimovaných rodičů (Ivan Krejčí, Ivo Železný) ◆ Chceš práci? Mysli! aneb Pánbůh u vstupního pohovoru: jak jednat s úředníky: manuál nejen pro náctileté (Jean-Louis Fournier, Ivo Železný) ◆ Vítej, marode! aneb Každý máme svého doktora (Rickard Fuchs, Ivo Železný) ◆ Kapesní opravník českých přísloví (Jiří Žáček, Ivo Železný)

- 2002 ◆ Nezoufejte! V každé rodině je něco... (Ivan Krejčí, Ivo Železný) ◆ Prevít na vysoké aneb Jak vystudovat, a nezblbnout (Jan Jícha, Ivo Železný) ◆ Vidím, že jsi opravdu blázen (Tatiana Kejvalová, Ivo Železný) ◆ Amnestie a milosti očima Hradu a podhradí (Jan Stach a Miroslav Kučera, Erika) ◆ I prezident už toho má plné zuby aneb Od blbé nálady k mafii po česku (Zdeněk Beneš, Erika)
- 2003 ◆ Prevít v tajných službách aneb Špiónem na vysoké: pravda o studiu v zahraničí, o Němcích, ptácích a Temelínu (Jan Jícha, Ivo Železný) ◆ Murphyho zákony pro zaláskované (Eloa Talpa, Ivo Železný) ◆ Murphyho zákony pro kočku a pro psa (Ariana Trávníčková, Ivo Železný) ◆ The Littlest Czech Cookbook (Milada Williams, Ivo Železný) ◆ Prevíti a kazisvěti aneb Jak se nestat dokonalou matkou (Amelie Friedová, Ivo Železný) ◆ Pět v tom aneb Jaké je to poprvé (Andrea Bettridgeová a kolektiv, Ivo Železný) ◆ Jak chovat puberťáka: lehce cynická příručka pro rodiče dětí v obtížném věku (Hana Primusová a Ivana Vajnerová, Ivo Železný) ◆ Úžasssná dovolená aneb Cizí neštěstí potěší! (Katarina Gillerová, Ivo Železný) ◆ Krásná smrt aneb Osmnáct povídek z golfu (Jaroslav Kuťák, Inter Media) ◆ Nejsem děvkař!!! Jsem romantické dřevo! (Pavel Soukup, Ivo Železný) ◆ Slabé pohlaví: konečně tvrdá pravda o mužích (Frida Ekberg, Ivo Železný) ◆ Muži: vše, co o nich potřebujete vědět: (tak trochu zlomyslný manuál) (Antony Mason, Ivo Železný) ◆ Ženy: vše, co o nich potřebujete vědět: (tak trochu zlomyslný manuál) (Marina Muratore, Ivo Železný) ◆ Humorné historky o sexu: sex očima psychiatra (František Křivák, Fontána)

- 2004 ◆ Murphyho zákony pro ženichy (Hana Primusová, Ivo Železný) ◆ Murphyho zákony pro nevěsty (Hana Primusová, Ivo Železný) ◆ Murphyho zákony pro chovatele dětí (Hana Primusová, Ivo Železný) ◆ Murphyho zákony o kočkách a pro kočku (Hana Primusová, Ivo Železný) ◆ Murphyho zákony pro nespavce (Hana Primusová, Ivo Železný) ◆ Murphyho zákony pro ženy ke 20 (Lucie a Petra Lukačovičovy, Ivo Železný) ◆ Murphyho zákony pro ženy ke 40 (Hana Primusová, Ivo Železný) ◆ Murphyho zákony pro učitele (Prokop Tunel, Ivo Železný) ◆ Stálo to za hovno a stejně byla sranda!, ostatně, Na obzoru plachta bílá, jsou to uši krokodýla! (Václav Vlk, Ivo Železný) ◆ Nejsem dřevo!!! Jsem romantický děvkař! (Pavel Soukup, Ivo Železný) ◆ Říkali mi šulíne: z deníku jednoho údu (Ivan Krejčí, BETA - Dobrovský) ◆ Hurááá na chalupu (Václav Vlk, Ivo Železný)

- 2005 ◆ Murphyho zákony pro ženy ke 30 (Daniela Pilařová a Ariana Trávníčková, Ivo Železný) ◆ Murphyho dvacatero pro muže k 50 (Hana Primusová, Ivo Železný) ◆ Strašné pověsti české aneb Hrdinné příběhy Bohemanů uprostřed Evropy (Ivan Krejčí, Mladá fronta) ◆ Sloužím socialistické vlasti aneb Mám rád muže stejných tváří (Bezi Jr., Ivo Železný) ◆ Puberťák: manuál k přežití pro deptané rodiče aneb Dítě je radost, spratek jeden (Helmut Schümann, Ivo Železný) ◆ Jak chovat postpuberťáka: lehce cynická příručka pro rodiče dětí, které už jsou dospělé, ale zatím to tak nevypadá (Hana Primusová a Ivana Vajnerová, Ivo Železný) ◆ Kapesní poradník novopečených babiček aneb Babičkou snadno a rychle (Hana Primusová, Ivo Železný)
- 2006 ◆ Kdo rád jí, ať zvedne ruku (Václav Vlk, Klub Julese Vernea) ◆ Erotika ve vtipech a hádankách (Václav Budinský, Mladá Fronta)
- 2007 ◆ Neskákejte z okna, když se zrovna nedaří! (Ivan Krejčí, Mladá fronta) ◆ Pohádky poněkud hambaté aneb Večerní osvěžení do manželské postele (Ivan Krejčí, XYZ) ◆ Návštěvy se nežerou (Radka Heřmanová, BETA - Dobrovský) ◆ Abeceda sexu: 69 erotických překvapení (Radim Uzel, XYZ)
- 2008 ◆ My cizinou jsme bloudili (Václav Vlk, XYZ) ◆ Jak se Lubošek naučil mluvit slušně (Jan Jícha, BETA - Dobrovský) ◆ To je ale prevít! (Petr Novotný a Marie Formáčková, XYZ) ◆ Nezoufejte! Jsou ještě horší děti než ty vaše aneb Balzám na duši zdecimovaných rodičů: ...a co z nich vyrostlo po letech (Ivan Krejčí, BETA - Dobrovský) ◆ Moje frnda: malý ilustrovaný průvodce světem ženského klína (Věra Dumková, XYZ)
- 2009 ◆ Moje kozičky: malý ilustrovaný průvodce světem ženských prsou (Věra Dumková, XYZ) ◆ Nemravní padouši a hrdinové (Jitka Přikrylová, XYZ)
- 2010 ◆ Můj pinďour: malý ilustrovaný průvodce světem mužského rozkroku (Petr Pavel, XYZ) ◆ Erotická anatomie (Věra Dumková a Petr Pavel, XYZ)
- 2011 ◆ Murphyho zákony pro zamilované (Jiří Žáček, Československý spisovatel) ◆ Murphyho zákony pro řidiče (a řidičky) (Jiří Žáček, Československý spisovatel) ◆ Maxi záchodník aneb Praktická toaletní knížka (kolektiv autorů, XYZ)
- 2012 ◆ Kdo to tady brečí... (Renata Petříčková, XYZ) ◆ Nejčastější věty před smrtí (Petr Kapoun, XYZ) ◆ Letní záchodník aneb Praktická toaletní knížka (kolektiv autorů, XYZ)
- 2013 ◆ Podivuhodné příběhy z Atlantidy: multikniha pro chytré dospělé a jejich děti (Zdeněk Dvořák, Fragment)
- 2014 ◆ Stálo to za hovno a stejně byla sranda!, ostatně, Na obzoru plachta bílá, jsou to uši krokodýla! (Václav Vlk, Jonathan Livingston)
- 2015 ◆ Sranda po životě: nejen bonmoty a citáty o tom, co bude potom (Vratislav Ebr, Futura)
- 2016 ◆ Strašné pověsti české aneb Hrdinné příběhy Bohemanů uprostřed Evropy (Ivan Krejčí, XYZ)
- 2017 ◆ Česká čtyřka aneb Všechno mělo být jinak (Ivan Krejčí, XYZ) ◆ Toskánsko: peklo i ráj: nekonvenční průvodce místy a dějinami Toskánska (Ivan Krejčí, XYZ) ◆ Pondělní komentáře aneb Braňme normální svět (Václav Klaus ml., Fortuna Libri) ◆ Desatero pro holky v nejlepších letech (Marie Formáčková a Michaela Zindelová, XYZ)
- 2018 ◆ Šťastnej jako blecha: příběh muže, který spustil sametovou revoluci (Jiří Růžička, XYZ) ◆ Zachraň se, Pepíno, zachraň se! (Tomáš Lojek, KLIKA)
- 2023 ◆ Stálo to za... a stejně byla sranda!, ostatně, Na obzoru plachta bílá, jsou to uši krokodýla! (Václav Vlk, Jonathan Livingston)
- v letech 2013 až 2020 Lubomír Lichý ilustroval, ve spolupráci s Johan Martin Cartoons, tři knihy v Holandsku: Mama – kids say the funniest things ◆ Wine ◆ Kid's life